# Pedicularis geniculata
Pedicularis geniculata är en snyltrotsväxtart som beskrevs av T. Yamazaki. Pedicularis geniculata ingår i släktet spiror, och familjen snyltrotsväxter. Inga underarter finns listade i Catalogue of Life.